# Карпинский, Адам
Адам Карпи́нский (пол. Adam Karpiński, 16 декабря 1897, Турка, Королевство Галиции и Лодомерии, Австро-Венгрия — 19 июля 1939, гора Тирсули в Гималаях) — польский инженер-механик, авиаконструктор, скалолаз и альпинист.

## Биография
Участник Первой мировой войны. Служил в качестве пилота-наблюдателя. Позже окончил Варшавский политехнический институт и стал одним из пионеров польской авиации и планеризма. Занимался проектированием и созданием спортивных самолетов и планеров, одних из лучших в Польше. Изучал возможность создания планерных аэродромов в Татрах и Бескидах. В 1930 году Адам Карпинский участвовал в авиаперелëте International Air вокруг Европы.
Скалолазанием и альпинизмом начал заниматься в 1922 году. Особенно активно в зимних Татрах. Зимой 1925 года в одиночку прошëл по главному хребту Западных Татр, впервые в истории, проведя 4 ночëвки в палаточных биваках в условиях морозного высокогорья.
В 1925 году осуществил несколько восхождений в Альпах, в том числе зимой, а в 1933—1934 годах участвовал в первой польской экспедиции в Анды, где 18 января 1934 года первым вместе с Виктором Островским поднялся на третью по высоте в Америке вершину Мерседарио (6770 м).
Адам Карпинский был изобретателем новых моделей альпинистского снаряжения, среди прочего, отличных высотных палаток Акар-Ramada, спального мешка и специальных горных ботинок.
В 1939 году руководил Первой польской экспедицией в Гималаи. При попытке покорения вершины Тирсули (7150 м) погиб во время схода горной лавины.
Жена — Ванда Чарноцкая-Карпинская, врач по спортивной медицине, альпинистка.
Сын — Яцек Карпинский, инженер-электроник и учёный-информатик, создатель польских компьютеров.